# Salvador García de Pruneda
Salvador García de Pruneda y Ledesma (Madrid, 1912 - ibídem, 1996) va ser un escriptor i diplomàtic espanyol.

## Biografia
Fill de militar, va passar la seva infantesa i adolescència en Ceuta i Guadalajara. En 1928 es va anar a Madrid, on es va llicenciar en Dret i en Filosofia i Lletres, després de la qual cosa va ser becat per la Junta d'Ampliació d'Estudis, ampliant la seva formació a Anglaterra. Va exercir de professor d'espanyol en la Mill High School de Londres en 1933. En esclatar la Guerra Civil, va tornar a Espanya i va combatre en el Exèrcit Franquista. Va arribar a ser capità del cos d'enginyers i va participar en la presa del caserna de la Montaña. Després de la Guerra Civil, va ingressar a l'Escola Diplomàtica, exercint d'ambaixador a Tunísia, Etiòpia i Hongria. Va ser professor auxiliar de Dret Internacional Privat de la Universitat de Madrid.

## Obra
Novel·la
- La soledad de Alcuneza (1961).[2]
- La encrucijada de Carabanchel (1963). Premi Nacional de narrativa de les Lletres Espanyoles.
- La puerta falsa (1969).
- El Corpus Christi de Francisco Sánchez (1971).
- Ceuta en el umbral (1977).
- Jalima (1980).
- La primavera triste (1982).
- Hoja de servicios del teniente de Farnesio (1983).